# 临江镇站
临江镇站是一个沪昆线上的铁路车站，位于江西省宜春市樟树市临江镇，目前为五等站，邮政编码为331211。车站原办理客货运业务，2006年9月起停办:1432。